# Коклюшкін Віктор Михайлович
Віктор Михайлович Коклюшкін (27 листопада 1945—11 листопада 2021, Москва) — радянський і російський письменник-сатирик, естрадний драматург, сценарист, телеведучий, колумніст.

## Біографія
Народився 27 листопада 1945 року у Москві. Змінив багато професій. Ряд років працював старшим інженером з охорони і реставрації пам'яток історії та культури. Літературну діяльність розпочав у 1969 році, публікував гумористичні оповідання в «Клубі 12 стільців» «Літературній газеті» і в багатьох газетах і журналах. Твори Коклюшкіна мали всі задатки театральності: у 1972 році конферансьє Москонцерту Є. Кравинський, з дозволу автора став виконувати оповідання «Була весна» і «По диких степах». З 1980 року Коклюшкін став писати для естради.
У 1981 році закінчив Вищі театральні курси ГІТІСу.
Крім того, що він сам читає свої монологи, виступаючи як автор-виконавець, монологи, оповідання Коклюшкіна виконували багато артистів: Є. Петросян, В. Винокур, Є. Шифрін, К. Новікова, О. Степаненко та інші. Коклюшкін автор серії монологів «Альо, Люся», «Ми з Петром», популярних монологів «Автовідповідач», «Гербалайф», «Однокласники», «Жіноча консультація», «Репетиція», «Повний вперед», «Бюст», «Перекладач», «Конкурс краси» і багатьох багатьох інших.
Наприкінці 1985 року Коклюшкін починає співпрацювати з телебаченням — пише сценарій двогодинної розважальної передачі «Була зима», яка вийшла на першому каналі СРСР, зйомки проходили в історичних місцях Москви.
Пише сценарій фільму «Дядя Ваня та інші», який вийшов на першому каналі під рубрикою «12 розгніваних чоловіків». У фільмі В. Коклюшкін знявся в ролі автора.
В. М. Коклюшкін брав участь у таких передачах, як «Аншлаг», «Сміхопанорама», «Криве дзеркало», «Сміятися дозволяється», «Ізмайловський парк», «Клуб гумору» та інших. Віктор Коклюшкін протягом року щотижня писав і випускав телепередачу «Гумориста викликали?», де знімався Юхим Шифрін. Розповіді  Коклюшкіна за радянської влади перекладалися і друкувалися з 1972 року в Польщі, Угорщині, Чехословаччині, Німеччині, Болгарії, а також перекладалися мовами народів СРСР. Він автор 13 книг оповідань, повістей і романів.
З 2012 року Коклюшкін є колумністом газети «Аргументи і факти» (рубрика «Діагноз Коклюшкін»). Помер 11 листопада 2021 року у Москві.

## Особисте життя
- Перша дружина — Любов Сепп, естонка.
  - Дочка — Ельга Вікторівна Сепп (нар. 1 червня 1972) — за професією психологиня, працювала моделлю у Мілані, знімалася в кліпах Влада Сташевського, гуртів «Ногу звело», «Моральний кодекс», «Крематорій», у 2001 році одружилася з телеведучим Володимиром Соловйовим[3].
  - Онуки — Данило Соловйов (нар. 12 жовтня 2001[4]), Софія-Бетіна Соловйова, Емма-Естер Соловйова (нар. грудень 2006), Володимир Соловйов (нар. 14 лютого 2010[5]), Іван Соловйов (нар. 6 жовтня 2012[6]).
- Друга дружина — Ольга Яківна Злотник (псевдонім — Ельга Злотник), працювала кінознавицею, письменниця, закінчила МІБІ та кінознавчий факультет ВДІКу[7].
  - Син — Ян Вікторович Злотник (нар. 1984) — художник-оформлювач, вчився в Школі-студії МХАТ.[8]

## Премії
- 1972 — перша премія на Всесоюзному конкурсі гумористів
- 1976, 1982 — Лауреат «Московського комсомольця»
- 1985, 1989 — премія Всесоюзного конкурсу з розмовних жанрів
- 1987 — літературна премія журналу «Юність»
- 1999 — премія «Золоте теля» «Літературної газети» («Клубу 12 стільців»)

## Сценарист
- 1976 — Останній фокус (кіножурнал «Фітіль» № 170) (мультфільм).
- 1983 — Чудовий Гоша. Історія восьма (мультфільм).
- 1984 — Чудовий Гоша. Історія дев'ята (мультфільм).
- 1986 — Фокусник (мультфільм).
- 1987 — Портрет (мультфільм).
- «Дядя Ваня та інші» (телевізійний фільм).